# Echinocucumis hispida
Echinocucumis hispida is een zeekomkommer uit de familie Ypsilothuriidae.
De wetenschappelijke naam van de soort werd in 1857 gepubliceerd door Lucas Barrett.